# Harchéchamp
Harchéchamp est une commune française située dans le département des Vosges en région Grand Est.

## Géographie

### Géologie et relief
La commune se compose de 331,01 hectares de territoires agricoles (44,43 %) et 414,40 hectares de forêts et milieux semi-naturels (55,62 %).
Espaces naturels :
- Une zone naturelle d'intérêt écologique, faunistique et floristique (Znieff) : Pays de Neufchâteau[3].

### Hydrographie et les eaux souterraines
Hydrogéologie et climatologie : Système d’information pour la gestion des eaux souterraines du bassin Rhin-Meuse :
Territoire communal : Occupation du sol (Corinne Land Cover); Cours d'eau (BD Carthage),
Géologie : Carte géologique; Coupes géologiques et techniques,
 Hydrogéologie : Masses d'eau souterraine; BD Lisa; Cartes piézométriques.
La commune est située dans le bassin versant de la Meuse au sein du bassin Rhin-Meuse. Elle est drainée par le Vair,.
Le Vair, d'une longueur totale de 65,3 km, prend sa source dans la commune de Dombrot-le-Sec et se jette dans la Meuse à Maxey-sur-Meuse, en limite avec Greux, après avoir traversé 23 communes.

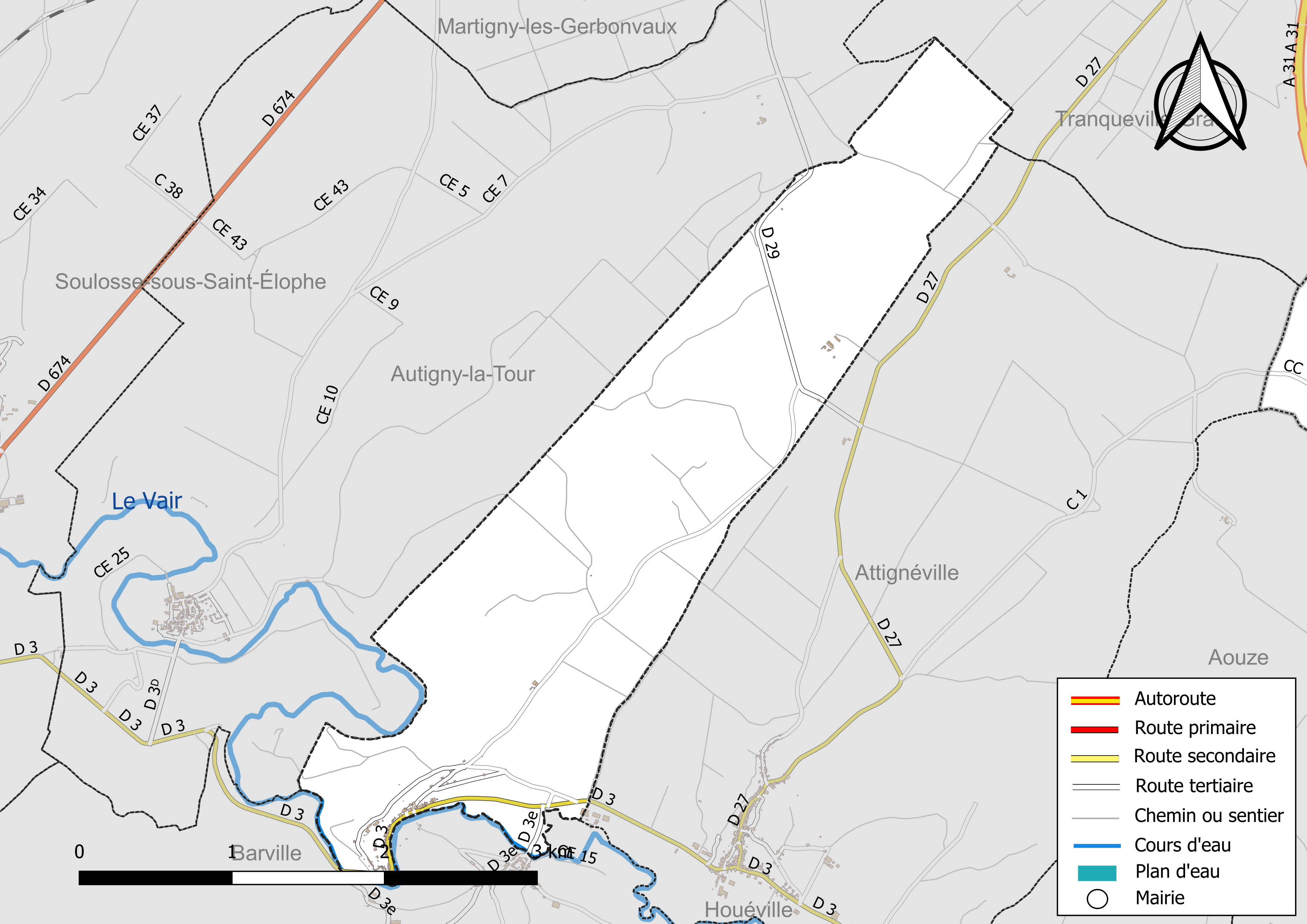
Réseaux hydrographique et routier d'Harchéchamp.

La qualité des eaux de baignade et des cours d’eau peut être consultée sur un site dédié géré par les agences de l’eau et l’Agence française pour la biodiversité.

### Climat
Pour des articles plus généraux, voir Climat du Grand Est et Climat des Vosges.
En 2010, le climat de la commune est de type climat de montagne, selon une étude du Centre national de la recherche scientifique s'appuyant sur une série de données couvrant la période 1971-2000. En 2020, Météo-France publie une typologie des climats de la France métropolitaine dans laquelle la commune est exposée à un climat océanique altéré et est dans la région climatique  Lorraine, plateau de Langres, Morvan, caractérisée par un hiver rude (1,5 °C), des vents modérés et des brouillards fréquents en automne et hiver. 
Pour la période 1971-2000, la température annuelle moyenne est de 9,5 °C, avec une amplitude thermique annuelle de 16,8 °C. Le cumul annuel moyen de précipitations est de 963 mm, avec 13,5 jours de précipitations en janvier et 9,5 jours en juillet. Pour la période 1991-2020, la température moyenne annuelle observée sur la station météorologique de Météo-France la plus proche, « Rollainville », sur la commune de Rollainville à 4 km à vol d'oiseau, est de 10,3 °C et le cumul annuel moyen de précipitations est de 860,3 mm. 
La température maximale relevée sur cette station est de 39,6 °C, atteinte le 25 juillet 2019 ; la température minimale est de −18,2 °C, atteinte le 20 décembre 2009,,. 
Les paramètres climatiques de la commune ont été estimés pour le milieu du siècle (2041-2070) selon différents scénarios d'émission de gaz à effet de serre à partir des nouvelles projections climatiques de référence DRIAS-2020. Ils sont consultables sur un site dédié publié par Météo-France en novembre 2022.

## Urbanisme

### Typologie
Au 1er janvier 2024, Harchéchamp est catégorisée commune rurale à habitat dispersé, selon la nouvelle grille communale de densité à sept niveaux définie par l'Insee en 2022.
Elle est située hors unité urbaine. Par ailleurs la commune fait partie de l'aire d'attraction de Neufchâteau, dont elle est une commune de la couronne,. Cette aire, qui regroupe 72 communes, est catégorisée dans les aires de moins de 50 000 habitants,.

### Occupation des sols
L'occupation des sols de la commune, telle qu'elle ressort de la base de données européenne d’occupation biophysique des sols Corine Land Cover (CLC), est marquée par l'importance des forêts et milieux semi-naturels (55,2 % en 2018), une proportion identique à celle de 1990 (55,2 %). La répartition détaillée en 2018 est la suivante : 
forêts (55,2 %), terres arables (30,6 %), prairies (8,2 %), zones agricoles hétérogènes (6 %). L'évolution de l’occupation des sols de la commune et de ses infrastructures peut être observée sur les différentes représentations cartographiques du territoire : la carte de Cassini (XVIIIe siècle), la carte d'état-major (1820-1866) et les cartes ou photos aériennes de l'IGN pour la période actuelle (1950 à aujourd'hui).

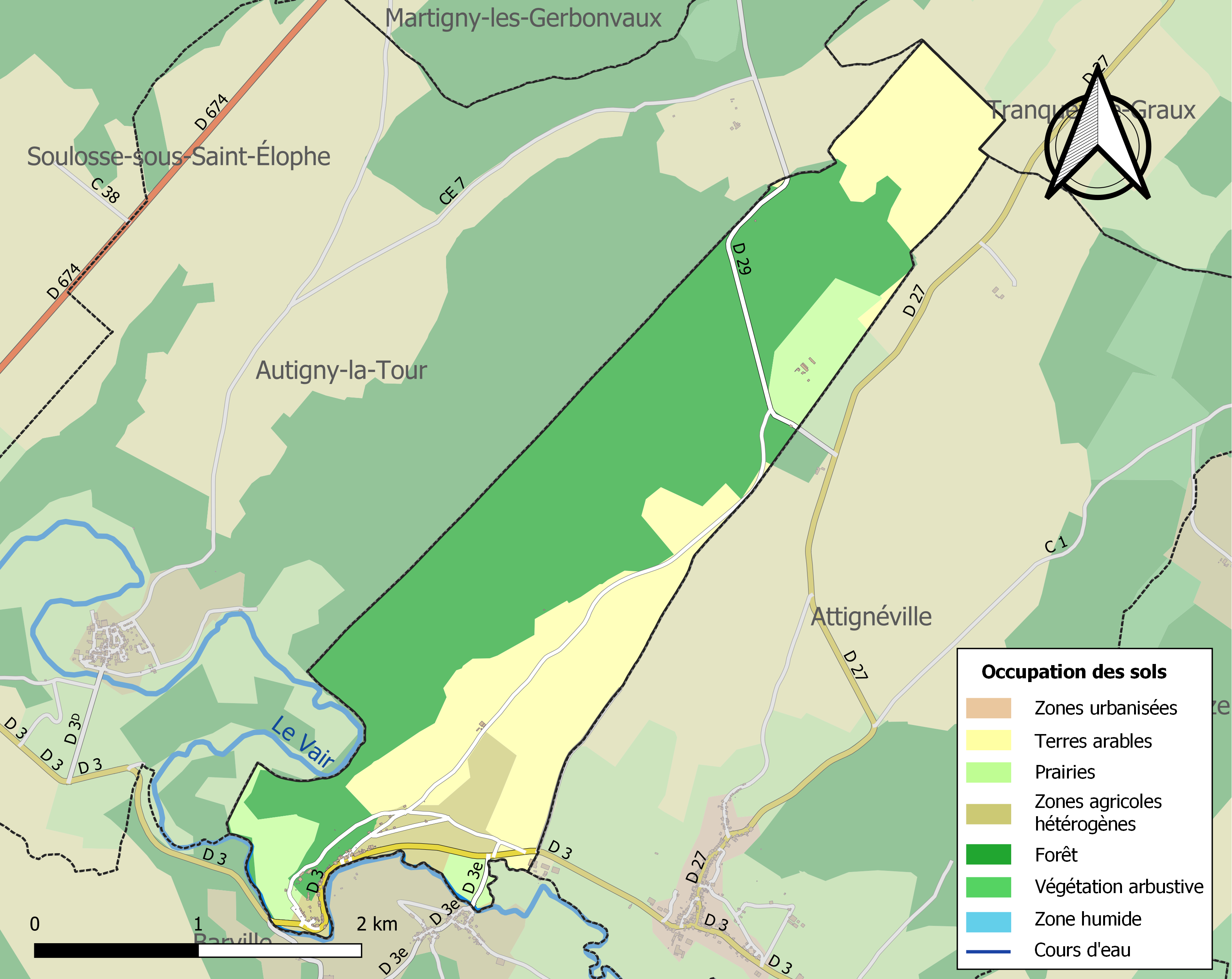
Carte des infrastructures et de l'occupation des sols de la commune en 2018 (CLC).

### Voies de communications et transports

#### Voies routières
- A31 (aussi appelée autoroute de Lorraine-Bourgogne). Échangeurs Châtenois, Bulgnéville, Colombey-les-Belles.

#### Transports en commun
- Fluo Grand Est.

#### Lignes SNCF
- Gare de Contrexéville
- Gare de Vittel
- Gare de Neufchâteau

#### Transports aériens
- L'Aéroport d'Épinal-Mirecourt « Vosges Aéroport ».

À partir de l'été 2021, l’aéroport d’Épinal-Mirecourt est devenu le "pélicandrome" de la Zone Est et servira ainsi de base de ravitaillement et d’intervention pour les avions bombardiers d’eau connus sous le nom de Dash 8.
- Aéroport de Nancy-Essey.

## Toponymie
Le nom de la localité est attesté sous les formes Horchechamps (1364) ; Herchechamps (1449) ; Herchechamp (1561) ; Harchechamps (1594) ; Archéchamps (1634) ; Archéchamp (1711) ; Hardéchamp (1708) ; Harchéchamp ou Archéchant-sous-le-Châtelet (1783).

## Histoire
Harchéchamp a appartenu successivement à la maison du Châtelet et aux Bassompierre.
Détruit par les Suédois pendant la guerre de Trente Ans, le village s'est reconstruit au pied des deux anciens châteaux féodaux.

## Politique et administration
| Période                                  | Période      | Identité                  | Étiquette | Qualité                    |
| ---------------------------------------- | ------------ | ------------------------- | --------- | -------------------------- |
| Les données manquantes sont à compléter. |              |                           |           |                            |
| avant 1981                               | mars 2001    | Raymond Calin (1930-2019) |           | Administrateur de sociétés |
| mars 2001                                | juillet 2020 | Thierry Renaudeau         |           | Professeur de dessin       |
| juillet 2020                             | En cours     | Thierry Calin             |           | Cadre d'entreprise         |

### Budget et fiscalité 2023

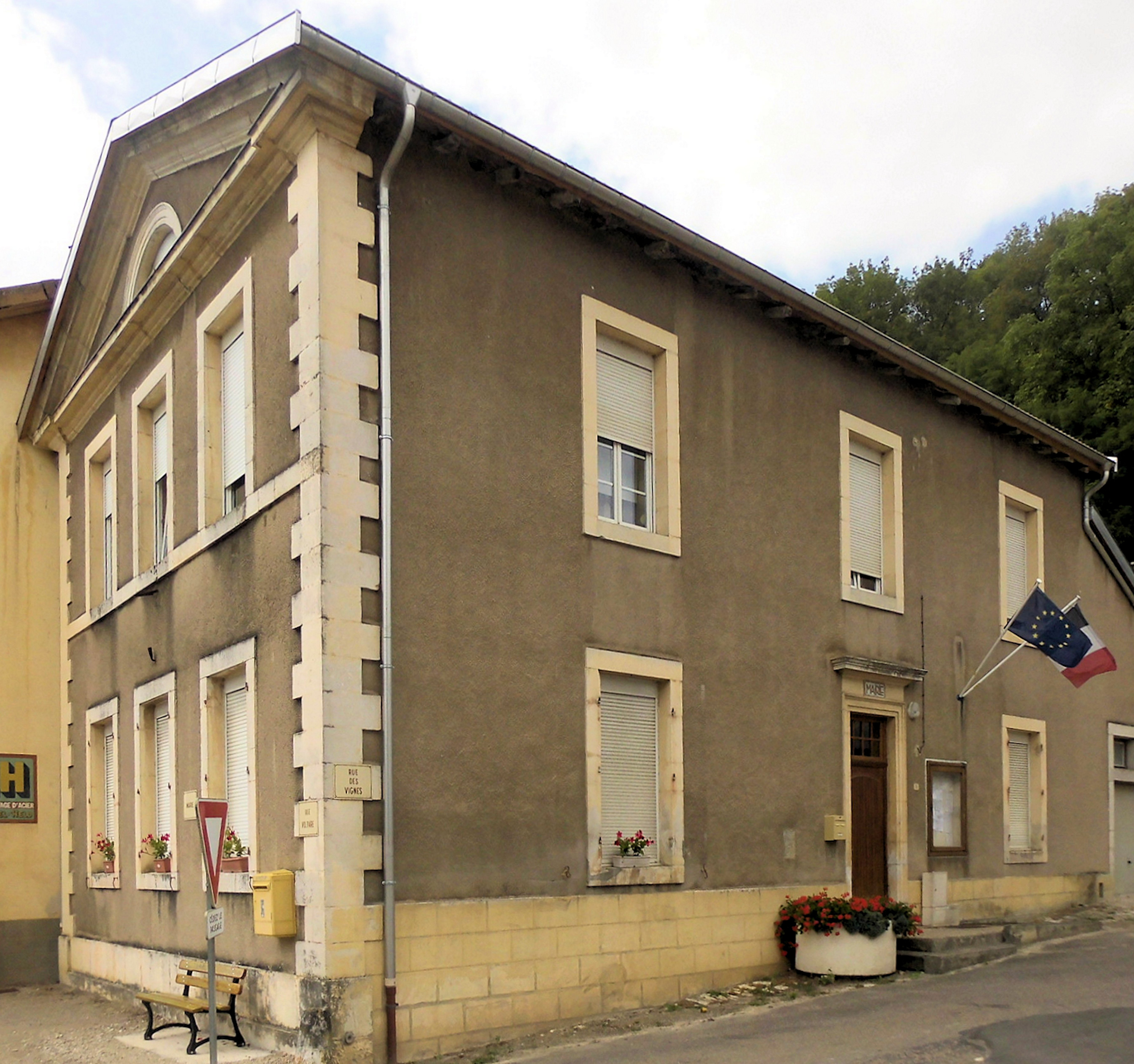
La mairie.

En 2023, le budget de la commune était constitué ainsi :
- total des produits de fonctionnement : 171 000 €, soit 2 132 € par habitant ;
- total des charges de fonctionnement : 130 000 €, soit 1 620 € par habitant ;
- total des ressources d'investissement : 88 000 €, soit 1 094 € par habitant ;
- total des emplois d'investissement : 59 000 €, soit 733 € par habitant ;
- endettement : 53 000 €, soit 666 € par habitant.

Avec les taux de fiscalité suivants :
- taxe d'habitation : 26,55 % ;
- taxe foncière sur les propriétés bâties : 40,46 % ;
- taxe foncière sur les propriétés non bâties : 27,83 % ;
- taxe additionnelle à la taxe foncière sur les propriétés non bâties : 0,00 % ;
- cotisation foncière des entreprises : 0,00 %.

Chiffres clés Revenus et pauvreté des ménages en 2021 : médiane en 2021 du revenu disponible, par unité de consommation.

## Population et société

### Démographie

#### Évolution démographique

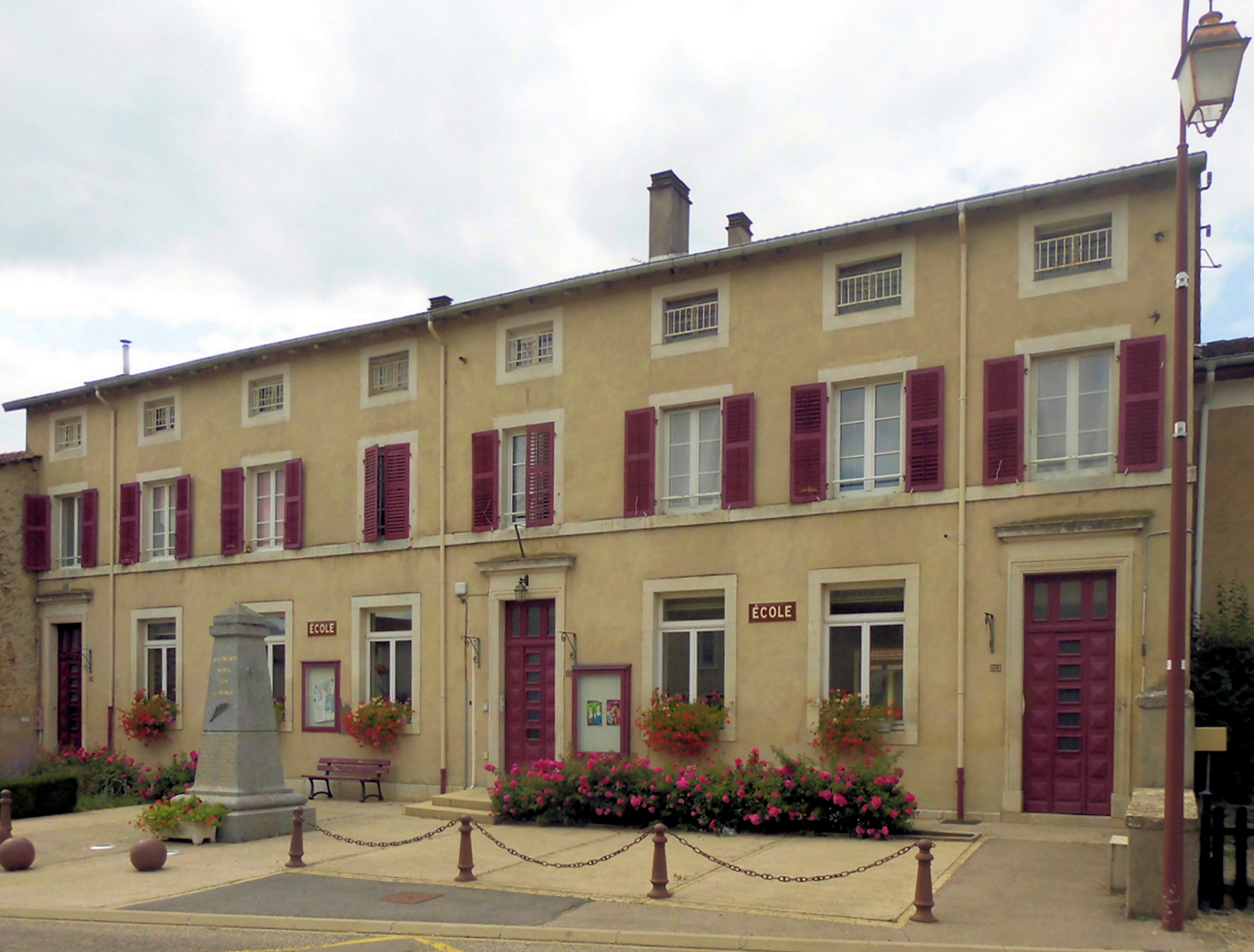
L'école de Harchéchamp.

L'évolution du nombre d'habitants est connue à travers les recensements de la population effectués dans la commune depuis 1793. Pour les communes de moins de 10 000 habitants, une enquête de recensement portant sur toute la population est réalisée tous les cinq ans, les populations de référence des années intermédiaires étant quant à elles estimées par interpolation ou extrapolation. Pour la commune, le premier recensement exhaustif entrant dans le cadre du nouveau dispositif a été réalisé en 2006.

En 2022, la commune comptait 87 habitants, en évolution de +12,99 % par rapport à 2016 (Vosges : −2,96 %, France hors Mayotte : +2,11 %).
| 1793 | 1800 | 1806 | 1821 | 1831 | 1836 | 1841 | 1846 | 1856 |
| ---- | ---- | ---- | ---- | ---- | ---- | ---- | ---- | ---- |
| 233  | 217  | 209  | 190  | 266  | 296  | 284  | 301  | 267  |

| 1861 | 1866 | 1876 | 1881 | 1886 | 1891 | 1896 | 1901 | 1906 |
| ---- | ---- | ---- | ---- | ---- | ---- | ---- | ---- | ---- |
| 263  | 264  | 255  | 201  | 204  | 194  | 174  | 172  | 157  |

| 1911 | 1921 | 1926 | 1931 | 1936 | 1946 | 1954 | 1962 | 1968 |
| ---- | ---- | ---- | ---- | ---- | ---- | ---- | ---- | ---- |
| 139  | 108  | 122  | 108  | 110  | 104  | 91   | 81   | 100  |

| 1975 | 1982 | 1990 | 1999 | 2006 | 2011 | 2016 | 2021 | 2022 |
| ---- | ---- | ---- | ---- | ---- | ---- | ---- | ---- | ---- |
| 98   | 112  | 92   | 110  | 110  | 97   | 77   | 82   | 87   |

### Enseignement
Établissements d'enseignements :
- Écoles maternelles et primaires à Harchéchamp, Soulosse-sous-Saint-Élophe, Martigny-les-Gerbonvaux, Rainville, Coussey, Maxey-sur-Meuse.
- Collèges à Neufchâteau, Châtenois, Colombey-les-Belles, Liffol-le-Grand.
- Lycées à Neufchâteau, Mandres-sur-Vair.

### Santé
Professionnels et établissements de santé :
- Médecins à Neufchâteau, Coussey, Châtenois, Vicherey, Gironcourt-sur-Vraine, Sauvigny, Liffol-le-Grand.
- Pharmacies à Neufchâteau, Coussey, Châtenois, Vicherey, Gironcourt-sur-Vraine, Liffol-le-Grand, Colombey-les-Belles.
- Hôpitaux à Neufchâteau, Vittel, Mirecourt, Mattaincourt, Dommartin-lès-Toul, Toul.

### Cultes
- Culte catholique, Paroisses Neufchâteau, Domrémy et Liffol, Diocèse de Saint-Dié.

## Économie

### Entreprises et commerces

#### Commerces
- Commerces et services de proximité[29].

## Culture locale et patrimoine

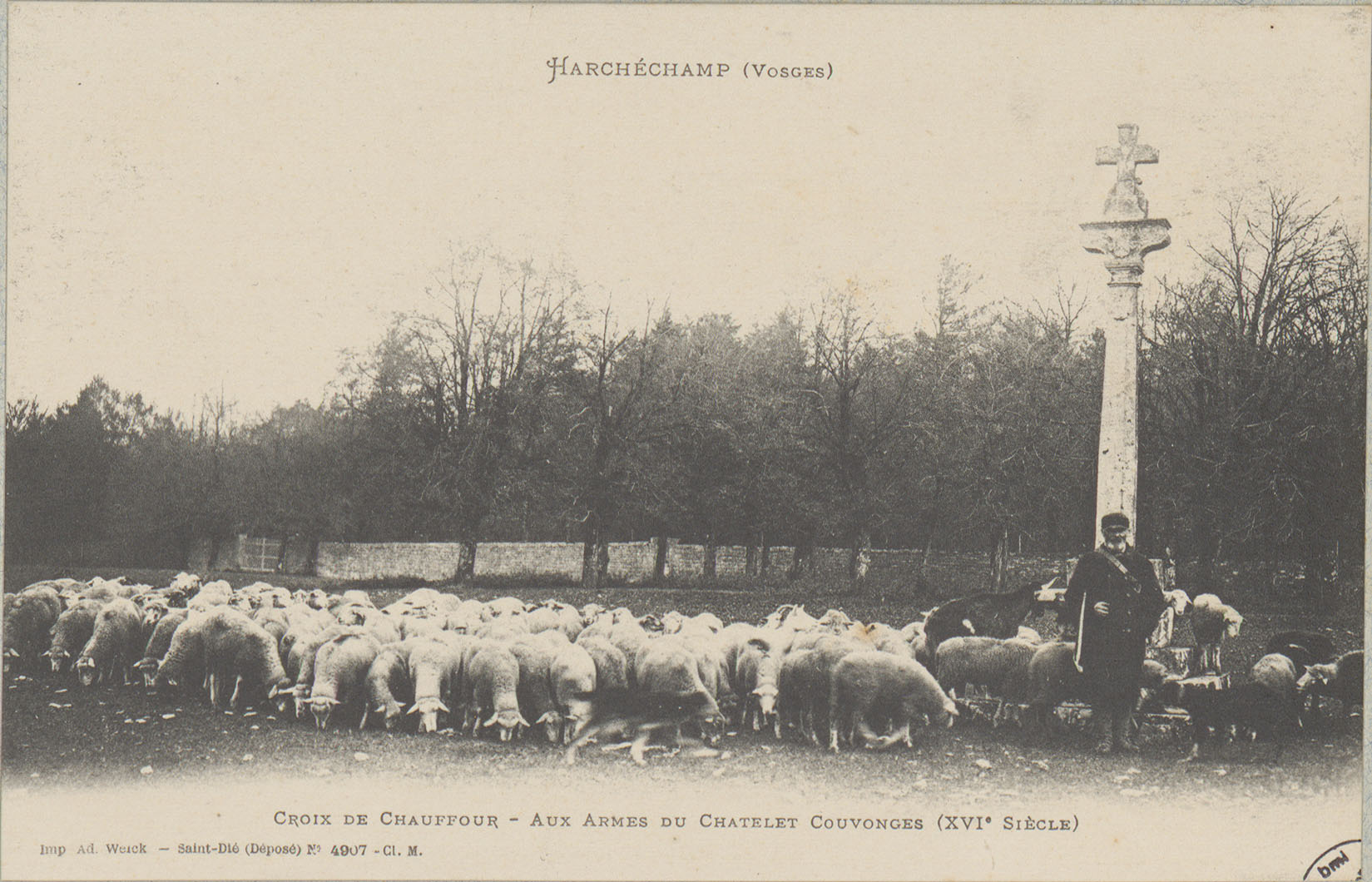
Croix de Chauffour, aux armes du Châtelet Couvonges. (A. Weick).
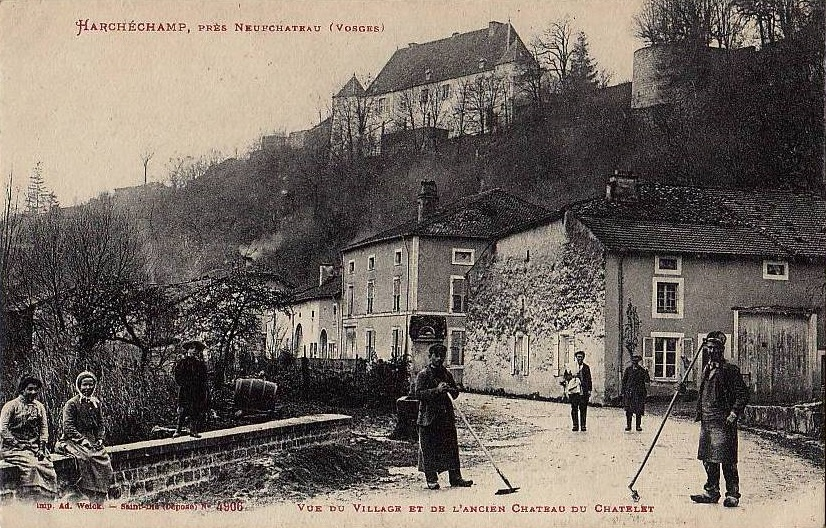
Carte postale, début du 20ème siècle, sur le village d'Harchéchamp et son château du Châtelet en arrière plan.
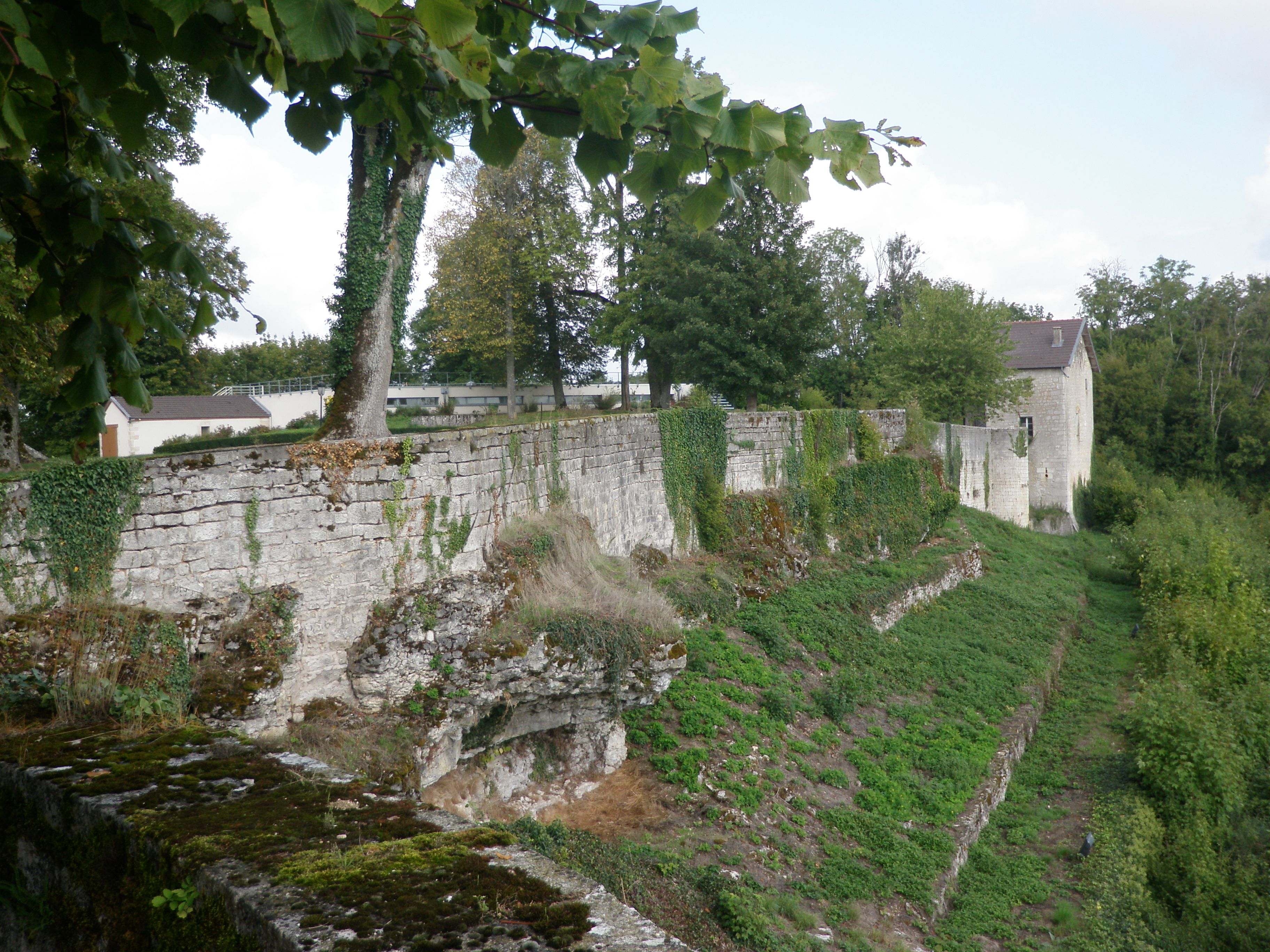
Remparts du château.
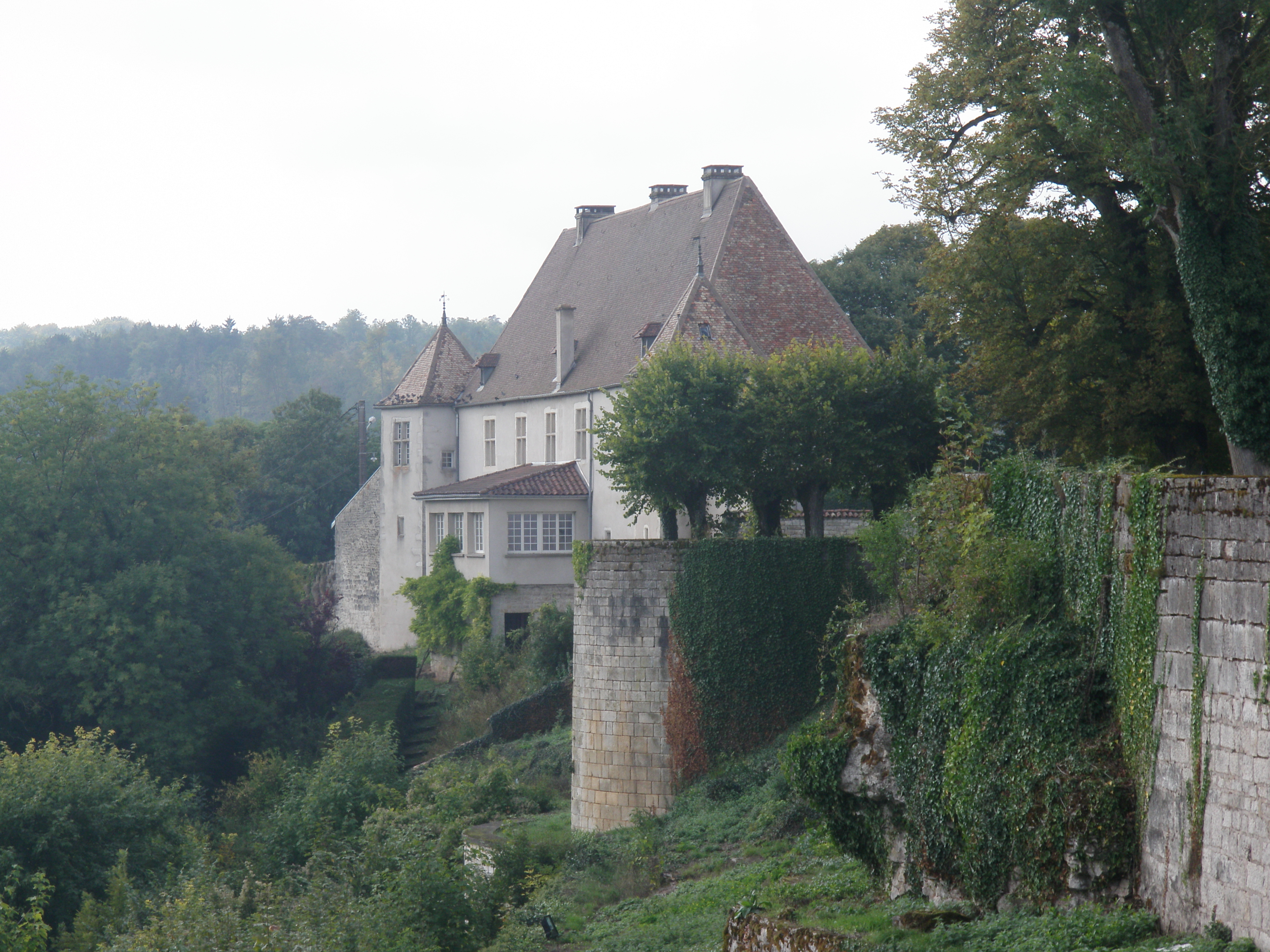
Façade est du château.

### Lieux et monuments
- L’église paroissiale Saint-Epvre, qui se trouve sur les hauteurs de Barville, dessert à la fois la commune sur laquelle elle est implantée et Harchéchamp[30].
- Le château du Châtelet[31]. Surplombant Harchéchamp, il a été construit en 1578 ; son parc y accueille notamment une maison-forte du XVIIe siècle appelée château de Couvonges. Le château a été fréquenté par Voltaire au XVIIIe siècle, c'est pourquoi la rue principale du village porte son nom.

Un petit musée automobile privé est visitable aux Journées européennes du patrimoine.
- Patrimoine rural recensé par le service régional de l'Inventaire général du patrimoine culturel[32].
- Croix de Chauffour, aux armes du Châtelet Couvonges (XVIe siècle).
- Monument aux morts[33]. Le Monument aux Morts est situé sur la commune de Barville face à l'entrée de l'église. Ce monument comporte les noms des victimes des conflits des villages de Barville et Harchéchamps[34].

### Personnalités liées à la commune
- Marie François Rouyer, propriétaire du château de Couvonges situé dans l'enceinte du Château du Châtelet, y est décédé en 1824.
- Justin Mouton (1843-1905), maître de forges, propriétaire du château de Couvonges.

Ses aciéries, laminoirs et tréfileries (Usine Mouton) se trouvaient dans la Plaine Saint-Denis, au nord de Paris.
Plus de quatre mille ouvriers y travaillaient. Son père, Charles Mouton, fut forgeron à Tranqueville.
- Médaillés de Sainte-Hélène[37].